# 지셴린
지셴린(계선림,중국어 간체자: 季羨林, 1911년 8월 6일 ~ 2009년 7월 11일)은 중국의 언어학자, 문학자, 동방학자, 번역가이다.
중국 산둥(山東)성 린칭(臨淸)시에서 태어났으며 1930년~1934년 칭화 대학(淸華大學) 서양문학과에서 수학하고 1935년 독일의 괴팅겐 대학에 건너가 유학했다. 1941년 동 대학 발트슈미트(E.Waldschmidt)의 지도로 박사 학위를 취득한 뒤 남아 교편을 잡다가 1946년 중화민국에 돌아가 칭화 대학의 스승 중 하나였던 천인커(陳寅恪)의 추천을 받아 베이징 대학(北京大學) 동방어문학부 주임 교수로 부임, 동방학 분야의 학과 창설과 후학 양성에 힘썼다. 1979년 베이징 대학 남아시아 연구소장, 1984년부터 동 대학 부총장을 지냈다. 인도어문학, 불교사, 비교문화, 문예학 분야에서 업적과 저술을 남겼다. 총 24권의 «지셴린문집» 등이 있다. 만년에 지식인으로서 겪은 문화대혁명에 대한 책인 '우봉잡억'을 저술하였다.